# Бяленжин (Познанський повіт)
Бяленжин (пол. Białężyn) — село в Польщі, у гміні Мурована Ґосліна Познанського повіту Великопольського воєводства.
Населення — 294 особи (2011).
У 1975-1998 роках село належало до Познанського воєводства.

## Демографія
Демографічна структура станом на 31 березня 2011 року:
|          | Загалом | Допрацездатний вік | Працездатний вік | Постпрацездатний вік |
| -------- | ------- | ------------------ | ---------------- | -------------------- |
| Чоловіки | 158     | 40                 | 100              | 18                   |
| Жінки    | 136     | 31                 | 78               | 27                   |
| Разом    | 294     | 71                 | 178              | 45                   |